# Artur Standowicz
Artur Edward Standowicz (ur. 4 czerwca 1972 w Radomiu) – polski polityk, samorządowiec i urzędnik, w latach 2016–2023 drugi wicewojewoda mazowiecki.

## Życiorys
Pochodzi z Radomia. Absolwent Wydziału Nauk Politycznych i Dziennikarstwa Uniwersytetu Warszawskiego oraz Collegium Humanum w Warszawie.
Został członkiem Prawa i Sprawiedliwości. Pracował jako asystent i doradca trzech kolejnych wojewodów mazowieckich: Tomasza Kozińskiego, Wojciecha Dąbrowskiego i Jacka Sasina. Później przez 8 lat kierował kancelarią prezydenta Radomia Andrzeja Kosztowniaka. Z listy PiS bezskutecznie kandydował w wyborach samorządowych w 2006 na radnego miasta Radomia, a w 2010 roku – do sejmiku województwa mazowieckiego w okręgu radomskim. W 2014 został sekretarzem gminy Jastrzębia.
11 stycznia 2016 powołany na stanowisko drugiego wicewojewody mazowieckiego. W 2018 wybrany radnym miejskim Radomia (nie objął mandatu ze względu na jego niepołączalność z funkcją wicewojewody). W grudniu 2023 zakończył pełnienie funkcji drugiego wicewojewody mazowieckiego.
Kandydował na urząd prezydenta Radomia w wyborach samorządowych w 2024 roku, w I turze zajął drugie miejsce z wynikiem 29,49% poparcia, w II turze został pokonany przez ubiegającego się o reelekcję Radosława Witkowskiego, uzyskując 45,42% głosów. W tych wyborach ponownie uzyskał mandat radnego miasta z list PiS-u.

## Życie prywatne
Jest żonaty, ma dwójkę dzieci.